# Западный (Челябинская область)
За́падный — посёлок в Сосновском районе Челябинской области. Входит в состав Кременкульского сельского поселения. Находится на берегу Шершнёвского водохранилища на реке Миасс.
В посёлке расположены микрорайоны Просторы, Женева и Белый Хутор, Залесье, Вишнёвая Горка, посёлки Холм’s, Твоя Привилегия, Западный-2.
Руководством города Челябинска и Челябинской области предлагается присоединение Западного к Челябинску.

## Население
| 2002 | 2010 | 2021  |
| ---- | ---- | ----- |
| 121  | ↗197 | ↗7916 |

По данным Всероссийской переписи, в 2010 году численность населения посёлка составляла 197 человек (96 мужчин и 101 женщина).
Проживают русские, башкиры.

## Улицы
Уличная сеть посёлка состоит из 38 улиц.

## Религия
Православные храмы
- Церковь Вознесения Господня